# ISO 639-6
ISO 639-6, Codes for the representation of names of languages — Part 6: Alpha-4 code for comprehensive coverage of language variants, fue una norma internacional propuesta en la serie ISO 639, desarrollada por ISO / TC 37 / SC 2 (International Organization for Standardization, Technical Committee 37, Subcommittee 2: Terminographical and lexicographical working methods, posteriormente renombrado como Terminology workflow and language coding). Contenía códigos de cuatro letras que denotan variantes de idiomas y familias de idiomas. Esto permitió diferenciar entre, por ejemplo, el histórico ( glvx ) contra el revivido ( rvmx ) ldioma manés, mientras que ISO 639-3 sólo incluye glv para el Idioma manés.
Los datos que respaldan la norma ISO 639-6 fueron investigados y compilados por la autoridad de registro de ISO, GeoLang. ISO 639-6 se publicó el 17 de noviembre de 2009 y retirado el 25 de noviembre de 2014 debido a preocupaciones sobre su utilidad y mantenibilidad. La base de datos también vincula cada idioma y familia con su antepasado principal, lo que permite al usuario seguir la clasificación de varios idiomas. Por ejemplo, los códigos y la ascendencia del inglés se dan a continuación:
| ISO 639-6 codigo | Language(s)                                    | ISO 639-3 alcance | ISO 639-3 tipo | ISO 639-2/3 codigo | ISO 639-2/5 codigo |
| ---------------- | ---------------------------------------------- | ----------------- | -------------- | ------------------ | ------------------ |
|                  | English                                        | Individual        | Living         | eng                |                    |
| emen             | Early Modern English (ca. 1485 – ca. 1660)     | Individual        | Living         | (eng)              |                    |
| emse             | Early Midland and South Eastern Middle English | Individual        | Historic       | (enm)              |                    |
| meng             | Middle English (ca. 1066 – ca. 1350)           | Individual        | Historic       | enm                |                    |
| ango             | Anglo Saxon (Old English) (ca. 450 – ca. 1250) | Individual        | Historic       | ang                |                    |
| angl             | Anglic                                         | Collective        |                |                    | (gmw)              |
| nsea             | North Sea (Ingvaeonic)                         | Collective        |                |                    | (gmw)              |
| gmcw             | West Germanic                                  | Collective        |                |                    | gmw                |
| grmc             | Germanic                                       | Collective        |                |                    | gem                |
| ineu             | Indo-European                                  | Collective        |                |                    | ine                |
| wrld             | World (undetermined)                           | Special           |                | und                |                    |

La base de datos diferenciaba entre diferentes escrituras utilizadas para el mismo idioma. Por ejemplo, en el Imperio Otomano se utilizaron diferentes escrituras y, como resultado, el idioma turco otomano se ha clasificado de la siguiente manera:
| ISO 639-6 </br>código | Idioma o variante                                  | ISO 639-3 </br> alcance | ISO 639-3 </br> tipo | ISO 639-2 / 3 </br> código | ISO 15924 </br> código |
| --------------------- | -------------------------------------------------- | ----------------------- | -------------------- | -------------------------- | ---------------------- |
|                       | Turco, otomano (1500-1928)                         | Individual              | Histórico            | ota                        |                        |
| otaa                  | Turco, otomano (1500-1928), enescritura armenia    | Individual              | Histórico            | ota                        | Armn                   |
| otah                  | Turco, otomano (1500-1928), enescritura helénica   | Individual              | Histórico            | ota                        | Grek                   |
| otap                  | Turco, otomano (1500-1928), enescritura persoárabe | Individual              | Histórico            | ota                        | árabe                  |